# Microbathyphantes aokii
Microbathyphantes aokii är en spindelart som först beskrevs av Saito 1982.  Microbathyphantes aokii ingår i släktet Microbathyphantes och familjen täckvävarspindlar. Inga underarter finns listade i Catalogue of Life.